# Internetska kultura
Internetska kultura predstavlja kvazipodzemnu kulturu koja se razvija i održava među učestalim i aktivnim korisnicima interneta, poznatima kao netizens ili digitalni građani, koji prvenstveno međusobno komuniciraju online kao članovi zajednicā na internetu. To je, dakle, kultura čiji je utjecaj posredovan ekranima računala i informacijsko-komunikacijskom tehnologijom, u prvome redu internetom.
Internetska kultura proizlazi iz čestih interakcija među članovima unutar različitih online zajednica i njihova korištenja tih zajednica za komunikaciju, zabavu, posao i rekreaciju. Prve online zajednice ovog tipa bile su fokusirane na interese i hobije anonimnih ili psudonimnih korisnika koji su rano prihvatili internet. Često su imali akademske, tehnološke, visoko specijalizirane ili čak subverzivne interese.
Raznolikost internetske kulture potaknula je proučavanje njezinih mnogobrojnih aspekata kao što su anonimnost/pseudonimnost, društveni mediji, igre i specifične zajednice, a također je pokrenula pitanja o online identitetu i privatnosti na internetu.

## Pregled
Internetska kultura je kultura koja je uglavnom endemska za anonimne ili pseudonimne internetske zajednice i prostore.[nedostaje izvor] S obzirom na sveprisutno usvajanje i rastuću upotrebu interneta, utjecaj internetske kulture na društva i kulture, prije svega izvan virtualnog prostora, pokazao se značajnim. Elementi internetske kulture sve više oblikuju svakodnevni život.[nedostaje izvor] Isto tako, sve raširenije prihvaćanje interneta utjecalo je na internetsku kulturu; često provocirajući temeljne promjene u internetskoj kulturi kroz sramotu, cenzuru i cenzuru dok vrši pritisak na druge kulturne izraze da odu u ilegalu.

## Elementi
Iako su internetske subkulture raznovrsne, subkulture koje su nastale u ranim danima interneta dijele niz uočljivih vrijednosti koje se izražavaju na slične načine.

### Vrijednosti u makrokulturi
Prosvjetiteljska načela ističu važnosti internetske kulture iz kojih proizlazi mnogo drugih kulturnih elemenata.[nedostaje izvor] Ova načela mogu se povezati s počecima interneta kao tehnologije razvijene u zapadnom, a posebice američkom, kulturnom kontekstu te značajnom utjecaju akademske kulture, hakerske etike i kulture igrača, koji u različitim stupnjevima usvajaju i podižu kulturne vrijednosti kao što je na primjer znatiželjna razigranost, kompetitivnost i suradnička samoaktualizacija koja obično teži primjenom empirijskog racionalizma u zajednici putem debate, natjecanja i kreativnog izražavanja.
Privatnost je također jedna od značajnih vrijednosti u internetskoj kulturi. Privatnost igra ključnu ulogu u očuvanju slobode izražavanja, osobne slobode i društvene jednakosti među vršnjacima, čineći anonimnost ili pseudonimnost cijenjenom značajkom online usluga za korisnike interneta. Ovo je posebno slučaj za slobodoumnike, društvene devijante, političke disidente, novinare, haktiviste / aktiviste i pripadnike hakerskih, ( cyber) punk ili drugih underground subkultura, gdje nedostatak privatnosti može dovesti pojedinca u opasnost. Anonimnost ili pseudonimnost prvobitno su proizašle kao rezultat tehničkih ograničenja ranih mrežnih sustava. unutar mrežnih zajednica kao što su zajednice za igranje igara, zajednice s porukama/pločama sa slikama, kao i web-mjesta foruma i društveni mediji bila je, a i dalje je sastavni dio Internet kultura.[nedostaje izvor]
Razigrana znatiželja dodatno je obilježje internetske kulture koje proizlazi iz njenih početaka u kulturi kreativnih hakera i kulturi igrača. U okviru internetske kulture, postoji snažna želja za razumijevanjem složenih problema i sustava, bilo iz čiste radoznalosti ili kako bi se ta razumijevanja iskoristila u svrhe trivijalnih, zabavnih ili čak praktički besmislenih ciljeva.[nedostaje izvor]
Učenje, tehnička ili mentalna sposobnost i nepoštivanje autoriteta druga su pravila koja ulaze u internetsku kulturu iz svojih matičnih subkultura. Vrijednost kompetencije, a time i učenja, uvodi se kroz kulturu cyberhakera, gdje je kompetencija ključna za uspješno postizanje ciljeva; hakerska kultura, gdje je potrebna tehnička sposobnost da se naprave nove i zanimljive stvari; kao i Otaku i kulture igranja, Opsesivna predanost i ponekad potrebne tehničke/mentalne vještine često su poticane ili čak ohrabrene kako bi se pojedinci u potpunosti posvetili dubokim i dugotrajnim hobijima, te briljirali u njima unutar internetske kulture. Kao što je prikazano u hakerskoj etici, društveni status uglavnom ne postoji i odgovara samo izravno percipiranoj tehničkoj kompetenciji.Zbog toga, internetska kultura često ne cijeni autoritet koji nije potkrijepljen tehničkom vještinom, te stoga očito zanemaruje pozivanje na autoritet.[nedostaje izvor]
Sloboda informacija (tj. dijeljenje i radikalna transparentnost) smatraju se važnim vrijednostima unutar internetske kulture.:7

### Manifestacije
Kava je kulturološki zastupljenija od čaja u internetskoj kulturi, posebice unutar hakerske subkulture i zajednica tehničara. To se dijelom odnosi na američko podrijetlo ranog interneta i njegovu povezanost s prosvjetiteljskim načelima.[nedostaje izvor] Veći sadržaj kofeina u kavi u odnosu na čaj posebno je koristan za one koji se bave tehničkim hakiranjem te tehničkim i kreativnim zajednicama koji provode brojne sate na zadacima koji zahtjevaju povćan fokus. Prvi stream putem web kamere na internetu bio je posvećen lončiću za kavu, koristeći se kako bi pratili kada treba skuhati još kave u računalnom laboratoriju koji je bio domaćin streama.Automatizacija uredske proizvodnje kave bila je predmet prvotravanjskog internetskog standarda pod nazivom Hyper Text Coffee Pot Control Protocol.[nedostaje izvor]
Provokativan humor koji je duhovit, suhoparan, mračan, jeziv, samozatajan, mizantropski i/ili politički nekorektan. Bez sumnje, to je najistaknutiji prikaz internetske kulture i njenih supkultura. Copypasta, Dank Memes i Shitposting prikazuju naglasak kulture na. Ovaj humor često uključuje tešku satiru i/ili parodiju. Nasljedujući od svojih izvornih supkultura, internetska kultura obuhvaća i "razigran, bez poštovanja" stav, istovremeno sučeljavajući se s mainstream kulturom.
Trolanje je još jedna manifestacija internetske kulture. S kulturološkim uvidom da na internetu apsolutno ništa ne treba shvaćati ozbiljno, oblikuje se odnos prema sadržaju koji je karakterističan za internetsku kulturu, odgovor osobe na trolanje (a ne sam čin trolanja) funkcionira kao šibolet.
Otaku (ponekad Weeaboo) supkultura također se nalazi u internetskoj kulturi. Značajan dio internetske kulture razvio se na anonimnim slikovnim pločama po uzoru na japanske slikovne ploče. Te ploče su izvorno sadržavale, a često i predstavljale, anime, mange i druge elemente japanske popularne kulture.[nedostaje izvor]

### Širenje i širenje
Internetska kultura i kiberkultura šire se putem raznovrsnih međuljudskih interakcija, obično posredovanih računalnim mrežama. Ove interakcije obuhvaćaju aktivnosti, pretraživanja, igre, virtualna mjesta i metafore te uključuju raznovrsnu paletu aplikacija. Neki od tih sustava podržavaju specijalizirani softver, dok drugi funkcioniraju na široko prihvaćenim internetskim protokolima. Primjeri uključuju, ali nisu ograničeni na:

## Internet subkulture
Kao i u drugim kulturama, nije svaki element internetske kulture vidljiv kod svih pojedinaca izloženih njoj, a postoji mnogo internetskih subkultura kojima pojedinci mogu biti izloženi.
Zbog upotrebe algoritama pojačavanja kuriranja na platformama društvenih medija, postoji zabrinutost zbog rasta radikalizacije u nekim novonastalim internetskim subkulturama. Važno je istaknuti da nije svaka kultura zastupljena na internetu smatrana "internetskom subkulturom"; termin "internetska subkultura" odnosi se na kulturu korisnika koji komuniciraju prvenstveno online.

### Rane internetske supkulture
- Akademska kultura
  - Hakerska kultura
- Vojna i obavještajna kultura
- Anonimna kultura
  - Hakerska kultura
  - Haktivistička / kiberhakerska kultura
  - Kultura memeova
  - Gamerska kultura, kultura videoigara
  - Kultura otakua

### Novije internetske supkulture
- Kultura influencera
- Kultura incela
- Manosphere
- Dirtbag left
- Kultura otkazivanja
- Fediverse
- Racionalna zajednica
- Djelotvorni altruizam
- Battleboarderi
- Brogramer

## Povijest
Kulturna povijest Interneta obilježena je brzim promjenama. Internet se razvijao paralelno s brzim i postojanim tehnološkim napretkom u računarstvu i komunikaciji podacima. Široko dostupan pristup Internetu postao je stvarnost kada su troškovi infrastrukture značajno pali zbog uzastopnih tehnoloških poboljšanja.
Iako je kultura Interneta nastala tijekom procesa stvaranja i razvoja ranih mrežnih zajednica – poput onih koje se nalaze na sustavima oglasnih ploča prije nego što je internet dosegao standardno usvajanje u razvijenim zemljama – mnogi od kulturnih elemenata poziču iz drugih prethodno postojećih offline kultura i subkultura koje su preteča Internetu. Konkretno, internetska kultura uključuje mnoge elemente telegrafske kulture (osobito radioamaterske kulture), kulture igara i kulture hakera.
U počecima se digitalna kultura priklanjala anglosferi. Kao jedna od posljedica ranog oslanjanja računalne tehnologije na sustave tekstualnog kodiranja koji su uglavnom bili prilagođeni engleskom jeziku, anglofona društva – za kojima su slijedila druga društva s jezicima temeljenim na latiničnom pismu – imale su privilegiran pristup digitalnoj kulturi i Interntu. Međutim, postupno su postali sve popularniji i drugi jezici. Konkretno, udio sadržaja na internetu koji je na engleskom jeziku pao je s otprilike 80 % u 1990-ima na oko 52,9 % u 2018. godini.
S napretkom tehnologije, kultura interneta nastavlja prolaziti kroz promjene. Uvođenje pametnih telefona i tablet računala te rastuća računalna mrežna infrastruktura diljem svijeta povećali su broj korisnika interneta, a također su rezultirali proliferacijom i širenjem online zajednica. Kako se internetska kultura nastavlja razvijati među aktivnim i čestim korisnicima interneta, ona se razlikuje od drugih kultura i subkultura koje su ranije postojale izvan online prostora. To uključuje čak i kulture i subkulture od kojih internetska kultura crpi mnoge elemente.
Jedan od kulturnih prethodnika internetske kulture bio je amaterski radio, poznat i kao radioamaterstvo. Povezujući se na velike udaljenosti, radioamateri su uspjeli formirati jedinstvenu kulturnu zajednicu s izraženim tehnokratskim temeljima. Ova zajednica je proizlazila iz činjenice da je radio oprema koja se koristila bila izbirljiva i sklona kvarovima. Područje koje je kasnije postalo Silicijska dolina, odakle potječe većina moderne internetske tehnologije, bilo je rano mjesto radiotehnike. Uz izvorni mandat za robusnošću i otpornošću, otpadnički duh rane radioamaterske zajednice kasnije je unio kulturnu vrijednost decentralizacije i gotovo potpunog odbacivanja regulacije i političke kontrole koji su karakterizirali prvotno razdoblje rasta interneta, sa snažnim podvodnim strujama Divljeg zapada. duh američke granice.
Početkom ranih 1970-ih kao dio ARPANET-a, digitalne mreže bile su male, institucionalne, tajanstvene i spore, što je većinu upotrebe ograničavalo na razmjenu tekstualnih informacija, kao što su poruke među osobama te izvorni kod. Pristup tim mrežama uglavnom je bio ograničen na tehničku elitu temeljenu na malom broju prestižnih sveučilišta. Originalna američka mreža povezivala je jedno računalo u Utahu s preostala tri računala u Kaliforniji.
Tekst na ovim digitalnim mrežama obično je bio kodiran u skupu znakova ASCII, koji je bio minimalistički. čak i za dobro poznatu englesku tipografiju, jedva prikladan za druge europske jezike koji također koriste latinično pismo,ali s dodatnim zahtjevom da imaju i podržavaju znakove s naglascima, te je bio vrlo neprikladan za bilo koji jezik ne temelji se na latiničnom pismu, kao što su na primjer mandarinski, arapski ili hindski.
Interaktivna uporaba bila je odvraćana osim za aktivnosti visoke vrijednosti. Stoga je za mnoge sustave poruka korištena arhitektura pohrane i prosljeđivanja, funkcionirajući više poput pošte nego modernih sustava trenutačne komunikacije. Međutim, prema standardima poštanske pošte, sustav (kad je radio) bio je izuzetno brz i jeftin. Među najaktivnijim korisnicima bili su oni koji su aktivno sudjelovali u napredovanju tehnologije, većina od kojih je implicitno dijelila istu bazu opskurnog znanja, efikasno formirajući tehnološko svećenstvo. thumb| Snimka zaslona sustava oglasne ploče. 
Porijeklo društvenih medija prethodilo je samom Internetu. Prvi sustav oglasne ploče za društvenu interakciju nastao je 1978. godine, a GEnie je kreirao General Electric 1985. godine. Mailing lista Listserv pojavila se 1986. godine, dok je Internet Relay Chat nastao je 1988. godine Prva službenia stranica društvenih medija, SixDegrees pokrenuta je 1997. godine.
Tijekom 1980-ih, mreža se proširila kako bi obuhvatila većinu sveučilišta i mnoge korporacije, posebno one u tehnološkom sektoru. To uključuje snažno, ali odvojeno sudjelovanje unutar američkog-industrijskog kompleksa. Korištenje interaktivnosti je raslo, a korisničkom bazom manje su dominirali programeri, računalni znanstvenici i jastrebovi industrijalci, ali je to uglavnom ostala akademska kultura usredotočena na institucije visokog obrazovanja. Primijećeno je da bi svakog rujna, s dolaskom novih studenata, standardi produktivnog razgovora dramatično opadali sve dok uspostavljena korisnička zajednica ne bi ubrzala priljev kulturnog bontona.
Komercijalni davatelji internetskih usluga (ISP-ovi) pojavili su se 1989. godine u Sjedinjenim Američkim Državama i u Australiji, otvarajući vrata za javnost. Ubrzo nakon toga, mrežom prestaje dominirati akademska kultura, a izraz "vječni rujan", koji se u početku odnosio na rujan 1993. godine, skovan je kao internetski sleng za beskonačan unos kulturnih novajlija.
Komercijalna uporaba postala je uspostavljena zajedno s akademskom i profesionalnom uporabom, a početak je označen naglim porastom neželjene komercijalne e-pošte, poznate kaospam. Otprilike istovrmeno, mreža prelazi na podršku rastućem World Wide Webu. Multimedijski formati kao što su audio, grafika i video postali su uobičajeni i počeli su istiskavati obični tekst, ali je multimedija ostala jako spora za dial-up korisnike. Otprilike u to vrijeme, internet je počeo svoj proces internacionalizacije, pružajući podršku većini glavnih svjetskih jezika. Međutim, podrška za mnoge jezike ostala je nepotpuna i nedovoljna tijekom 2010-ih godina.
Dolaskom širokopojasnog pristupa, usluge dijeljenja datoteka brzo su rasle, posebno digitalnog zvuka (prevadava krivotvorena komercijalna glazba) s dolaskom Napstera 1999. godine i sličnih projekata koji su učinkovito opsluživali glazbene entuzijaste, posebice tinejdžere i mlade osobe, uskoro uspostavljajući prototip za brzu evoluciju u moderne društvene medije. S konstantnim izazovima tradicionalnih normi intelektualnog vlasništva, poslovni modeli mnogih vodećih internetskih korporacija razvijali su se prema onome što Shoshana Zuboff naziva kapitalizmom nadzora. Ne samo da su društveni mediji novi oblik društvene kulture, već i novi oblik ekonomske kulture u kojoj je dijeljenje nesmetano, ali je osobna privatnost postala rijetko dobro.
Godine 1998. predstavljen je Hampster Dance, jedan od prvih uspješnih internetskih memeova.
Godine 1999. Aaron Peckham stvorio je Urban Dictionary, internetski rječnik slenga. Poslužitelj za Urban Dictionary držao je pod krevetom.
Godine 2000. zavladala je velika zaintersiranost za slikama haljine koju je nosila Jennifer Lopez. Iz tog su razloga Googleovi suosnivači stvorili Google slike.
Godine 2001. stvorena je Wikipedia.
Godine 2004. stvorena je Encyclopedia Dramatica, arhiv Wiki internetske kulture.
Godine 2005. YouTube je napravljen jer su ljudi htjeli doći do videosnimke „kvara garderobe” Janet Jackson na Super Bowlu 2004. godine. Google je YouTube kasnije, 2006. godine, kupio.
Godine 2009. stvoren je Bitcoin.
S početkom 2020. godine internetska je kultura bila pod utjecajem pandemije COVID-19.
Od 2021. godine došlo je do neviđenog rasta zainteresiranosti za ideju metaverzuma. Konkretno, Facebook Inc. promijenio je ime u Meta Platforms u listopadu 2021. zbog krize vezane uz Facebookovu štetnost društvu.

## Kritike

### Prednosti
Stvaranje interneta duboko je utjecalo na društvo, pružajući mogućnost komunikacije s drugima online, pohranjivanje informacija poput datoteka i slika na mreži, te podržavanje širenja i održavanja vlade. Kako je internet napredovao, digitalne i audio datoteke postale su dostupne za stvaranje i dijeljenje online, postajući ključni izvor informacija, poslovanja i zabave. To je rezultiralo stvaranjem raznih platformi društvenih medija poput Instagrama, Twittera, Facebooka i Snapchata. U moderno doba, komuniciranje s drugima postalo je znatno jednostavnije, omogućujući ljudima da se povežu i međusobno komuniciraju. Internet igra ključnu ulogu u održavanju naših odnosa s drugima, djelujući kao dopuna fizičkim interakcijama s prijateljima i obitelji.
Ljudi također mogu stvarati forume i međusobno raspravljati o različitim temama, što može doprinijeti stvaranju i jačanju odnosa. Ova mogućnost pruža ljudima slobodu izražavanja vlastitih stajališta. Društvene grupe formirane na internetu također su povezane s poboljšanjem i očuvanjem općeg zdravlja. Sudjelovanje u interakciji s društvenim grupama na internetu može pridonijeti prevenciji i potencijalnom liječenju depresije. Kao odgovor na sve veću prevalenciju poremećaja mentalnog zdravlja, uključujući anksioznost i depresiju, studija Christa El Morra i drugih iz 2019. pokazala je da su studenti Sveučilišta York u Torontu bili iznimno zainteresirani za sudjelovanje u online zajednici za podršku mentalnom zdravlju. Studija spominje da mnogi studenti radije biraju anonimnu online zajednicu mentalnog zdravlja nego tradicionalnu osobnu uslugu, zbog društvene stigmatizacije psihičkih poremećaja. Općenito, online komunikacija s drugima daje ljudima osjećaj da su poželjni i da su dobrodošli u društvene grupe.

### Nedostatci
Iz psihološke perspektive, elektronička i digitalna kultura vrlo su zaokupljive. Pretjerano zanemarivanje tradicionalnog fizičkog i društvenog svijeta u korist internetske kulture postalo je kodificirano kao medicinsko stanje pod dijagnozom poremećaja ovisnosti o internetu. S porastom pristupa internetu, suočavamo se s brojnim izazovima. Jedan od značajnih problema jest ovisnost, s obzirom na to da se internet sve više koristi za razne svakodnevne poslove. Ovisnost o internetu može se očitovati kroz niz simptoma, uključujući povlačenje, tjeskobu i promjene raspoloženja. Posebno je raširena ovisnost o društvenim mrežama među adolescentima, no njihova međusobna interakcija putem tih platformi može imati štetne učinke na njihovo zdravlje. S obzirom na to da više od 59 % globalne populacije trenutno koristi društvene medije, s prosječnom dnevnom upotrebom od 2 sata i 31 minutu, isključujući ostale internetske aktivnosti, ovo pitanje zahtijeva pažnju i istraživanje.
Kako ljudi provode više vremena na društvenim mrežama, to bi moglo dovesti do pretjeranog ponašanja i zanemarivanja ponašanja. Ova radnja može rezultirati počinjenjem internetskog nasilja, socijalnom anksioznošću, depresijom i izlaganjem neprikladnom sadržaju koji nije primjeren dobi osobe. Grubi komentari na društvenim mrežama mogu znatno utjecati na samopouzdanje pojedinca, uzrokujući osjećaje nedostojnosti i često dovodeći do depresije. Društvena interakcija na mreži također može zamijeniti osobnu interakciju za neke ljude umjesto da djeluje kao dodatak. Ovo može negativno utjecati na razvoj društvenih vještina i uzrokovati osjećaj usamljenosti. Korištenje interneta također donosi rizik od internetskog zlostavljanja, poznatog kao cyberbullying. Ovaj oblik zlostavljanja može uključivati uznemiravanje, objavljivanje sramotnih videa, lažno predstavljanje i druge oblike napada. Koncept "teorije cyberbullyinga" sugerira da su djeca koja često koriste društvene mreže izloženija riziku da postanu žrtve cyberbullyinga. Osim toga, neki dokazi pokazuju da pretjerano korištenje interneta može usporiti pamćenje i razvoj pažnje kod djece. Lakoća pristupa informacijama koju Internet pruža obeshrabruje zadržavanje informacija. Međutim, kognitivne posljedice još nisu u potpunosti poznate. Nevjerojatna količina dostupnih informacija na internetu može dovesti do osjećaja preopterećenosti informacijama. Neki učinci ovog fenomena uključuju smanjeno razumijevanje, donošenje odluka i kontrolu ponašanja.

## Identitet
Cyberkultura, poput opće kulture, temelji se na izgradnji identiteta i vjerodostojnosti. Međutim, zbog nedostatka izravne fizičke interakcije, može se tvrditi da je proces uspostavljanja takvog identiteta izazovniji.
Jedna rana studija provedena od 1998. do 1999. otkrila je da su sudionici smatrali informacije dobivene putem interneta nešto vjerodostojnijima od informacija iz časopisa, radija i televizije. Ipak, ista studija pokazala je da su sudionici u prosjeku informacije dobivene iz novina smatrali najvjerodostojnijima. Na kraju, ova studija je otkrila da je stopa provjere informacija dobivenih putem interneta kod pojedinaca niska, a možda i pretjerana, ovisno o vrsti informacija.
Kako se cyberkultura oblikuje i gradi identitet te vjerodostojnost? Ovaj interaktivni odnos ima dvosmjernu dinamiku, gdje se identitet i vjerodostojnost koriste za definiranje zajednice u kibernetičkom prostoru i za oblikovanje unutar i izvan online zajednica.
U određenom smislu, online vjerodostojnost se gradi na sličan način kao i u stvarnom svijetu; međutim, s obzirom na to da su to dva odvojena svijeta, nije iznenađujuće što postoje razlike u njihovim mehanizmima i markerima interakcija.
Slijedeći model koji je iznio Lawrence Lessig u Code: Version 2.0, struktura određene online zajednice može biti ključni pojedinačni faktor koji utječe na uspostavljanje vjerodostojnosti unutar te zajednice. Neki od čimbenika koji mogu igrati ulogu u tome su:
- Anonimni protiv poznatih
- Povezano s fizičkim identitetom nasuprot samo internetskom identitetu
- Neocjenjeni sustav komentara naspram ocijenjenog sustava komentara
- Orijentiran na pozitivne povratne informacije naspram orijentiran na miješane povratne informacije (pozitivne i negativne)
- Moderirano naspram nemoderiranog

### Anonimnost
Mnoge stranice dopuštaju anonimne komentare, gdje je korisnički ID vezan uz komentar nešto poput "gost" ili "anonimni korisnik". U arhitekturi koja omogućava anonimno objavljivanje o drugim radovima, vjerodostojnost koja je pogođena odnosi se samo na proizvod koji se prodaje, izraženo prvotno mišljenje, napisani kod, videozapis ili drugi entitet o kojem su izneseni komentari (npr., objava na Slashdotu). Stranice koje zahtijevaju "poznate" objave mogu se znatno razlikovati, od jednostavnog zahtjeva da neko ime bude povezano s komentarom do zahtijevanja registracije, pri čemu je identitet registranta vidljiv drugim čitateljima komentara. Ovi "poznati" identiteti omogućavaju, pa čak i zahtijevaju od komentatora da budu svjesni vlastite vjerodostojnosti, s obzirom na to da će drugi korisnici povezivati određeni sadržaj i stilove s njihovim identitetom. Po definiciji, dakle, svi blogovi su "poznati" jer blog postoji na dosljedno definiranom virtualnom mjestu, što pomaže u uspostavi identiteta oko kojeg se vjerodostojnost može okupiti. Obrnuto, anonimne objave su suštinski nevjerojatne. Napomena: "poznati" identitet ne mora imati veze s određenim identitetom u stvarnom svijetu.

### Fizički i virtualni identitet
Arhitekture mogu zahtijevati da se fizički identitet poveže s komentarom, kao u Lessigovom primjeru Counsel Connect.:94–97 No, kako bi se zahtijevalo povezivanje s stvarnim identitetom, nužno je poduzeti niz dodatnih koraka (kao što su prikupljanje i čuvanje osjetljivih korisničkih informacija), te uspostaviti sigurnosne mjere za zaštitu prikupljenih podataka - korisnici moraju imati veće povjerenje u stranice koje prikupljaju podatke (još jedan oblik vjerodostojnosti). Bez obzira na zaštitne mjere, kao kod Counsel Connecta,:94–97 korištenje fizičkih identiteta povezuje vjerodostojnost preko okvira interneta i stvarnog prostora, utječući na ponašanja onih koji doprinose u tim prostorima. Međutim, čak i čisto online identiteti posjeduju svoju vjerodostojnost. Kao što Lessig opisuje vezu s likom ili specifičnim virtualnim okruženjem, ništa ne povezuje pojedinca ili grupu s njihovim online identitetom, ali vjerodostojnost (slično "likovima") se "radije stječe nego kupuje, i zbog toga što zahtijeva vrijeme i (vjerodostojnost) nije zamjenjiva, postaje sve teže" stvoriti novi identitet.:113

### Sustav ocjenjivanja komentara
U nekim arhitekturama, oni koji recenziraju ili daju komentare mogu zauzvrat biti ocijenjeni od strane drugih korisnika. Ova tehnika pruža mogućnost reguliranja vjerodostojnosti autora stavljajući njihove komentare pod izravne "mjerljive" ocjene odobravanja.

### Tip povratnih informacija
Arhitekture mogu biti usmjerene na pozitivne povratne informacije ili na kombinaciju pozitivnih i negativnih povratnih informacija. Iako neki korisnici mogu povezivati manji broj zvjezdica s "negativnim" ocjenama, semantička razlika može imati potencijalnu važnost. Mogućnost aktivnog davanja negativnih ocjena određenom entitetu može predstavljati kršenje zakona ili normi koje su bitne u pravnoj nadležnosti gdje je internetsko vlasništvo relevantno. Što je web mjesto više javno, to bi ovo pitanje moglo biti značajnije, kako su primijetili Goldsmith & Wu u vezi s eBayem.

### Moderiranje
Arhitekture se također mogu usmjeriti na pružanje uredničke kontrole grupi ili pojedincu. Mnogi popisi e-pošte djeluju na ovaj način, na primjer Freecycle. U tim situacijama, arhitektura obično omogućava, ali ne zahtijeva moderiranje doprinosa. Nadalje, moderiranje može imati dva različita oblika: reaktivno ili proaktivno. U reaktivnom načinu rada, urednik uklanja postove, recenzije ili sadržaj koji se smatra uvredljivim nakon što je već postavljen na stranicu ili popis. U proaktivnom načinu rada urednik mora pregledati sve doprinose prije nego što se objave.
U moderiranom okruženju, često se kredibilitet pridaje moderatoru. Međutim, taj kredibilitet može biti narušen ako moderiranje izgleda teško, bilo reaktivno ili proaktivno (kao što je bilo iskustvo na digg.com). U nemoderiranom okruženju, vjerodostojnost isključivo proizlazi iz suradnika. Samo prisustvo arhitekture koja omogućava moderiranje može pridonijeti vjerodostojnosti foruma koji se koristi, kao što je ilustrirano primjerima iz WELL-a koje je naveo Howard Rheingold, ili može oduzeti vjerodostojnost (kao u korporativnim web stranicama koje objavljuju povratne informacije, ali ih uređuju visoko).

## Digitalna kultura

### Memi i virusni fenomeni
Internetsku kulturu obilježava česta pojava memova, viralnih videa, izazova i trendova koji se brzo šire po internetskim platformama. Memovi, koji mogu biti duhovite ili satirične slike, videozapisi ili tekstovi, često prolaze kroz male varijacije dok se dijele i repliciraju. Primjeri značajnih memova uključuju "Distracted Boyfriend" i viralne videozapise poput "Harlem Shake". Ovi memovi odražavaju kulturne reference i humor koji prevladava u online zajednicama.

### Online zajednice i subkulture
Internetska kultura evoluira unutar različitih internetskih zajednica i subkultura koje potiču zajedničke interese i interakcije. Ove zajednice često se formiraju na platformama kao što su Reddit, forumima ili specijaliziranim grupama na društvenim mrežama. One zadovoljavaju specifične hobije, fandome ili profesije, pružajući prostor za povezivanje pojedinaca s sličnim interesima. Primjeri takvih zajednica uključuju strastvene "K-pop fandome" ili entuzijastične "skupine tehnoloških entuzijasta".

### Internetski sleng i žargon
Online komunikacija unutar internetske kulture rezultirala je definiranim skupom slenga, akronima i žargona. Ti izrazi često se brzo razvijaju i koriste kao sažeti i prepoznatljivi načini za prenošenje ideja ili poticanje osjećaja pripadnosti unutar online zajednica. Uobičajeni primjeri internetskog slenga i žargona uključuju "LOL" (laugh out loud), "FTW" (for the win) i "AFK" (away from keyboard).

### Kultura online igranja
Online igranje sada je neodvojiv dio internetske kulture, s formiranim zajednicama, esportovima i platformama za live streaming poput Twitcha. Natjecateljsko igranje bilježi značajan rast, a live prijenosi mijenjaju način na koji gledatelji sudjeluju u svijetu igara. Kultura internetskog igranja obuhvaća raznolike subkulture oblikovane kroz utjecajne igre, događaje i igrače, pridonoseći bogatstvu internetske kulture.

### Društveni mediji i influenceri
Uspon društvenih medijskih platformi poput Instagrama, YouTubea i TikToka značajno je oblikovao internetsku kulturu. Ove platforme su potaknule stvaranje utjecajnih pojedinaca, kreatora sadržaja i online slavnih osoba. Utjecajni pojedinci igraju ključnu ulogu u oblikovanju trendova, promociji proizvoda i interakciji s publikom. Unatoč tomu, kultura utjecaja suočava se s izazovima i kontroverzama.

### Internetski aktivizam i online pokreti
Internetska kultura postala je ključna platforma za aktivizam i društvene pokrete. Korištenjem hashtagova, online peticija i digitalnog organiziranja omogućeno je brzo širenje svijesti, zagovaranje i mobilizacije. Značajni pokreti poput #BlackLivesMatter ili #MeToo proizašli su iz online prostora i imali su značajan utjecaj na offline aktivizam, što pokazuje moć internetske kulture u poticanju društvenih promjena.

## Kiberkultura

### Internetska kultura kao tip kiberkulture
Prvenstveno, kiberkultura ili cyberkultura proizlazi iz tradicionalnih shvaćanja kulture, kako sugeriraju etimološki korijeni riječi. U ne-kiberkulturi bi bilo neobično govoriti o jednoj, homogenoj kulturi. U kiberkulturi, prošireno, tražiti jedinstvenu stvar koja predstavlja kiberkulturu vjerojatno bi bilo problematično. Ideja da postoji jedinstvena kiberkultura koja se može definirati vjerojatno proizlazi iz dominacije imućnih Sjevernoamerikanaca u ranoj kibernetskoj zajednici.Pisanje ranih zagovornika cyberspacea uglavnom odražava ovu pretpostavku.
Etnografija cyberprostora važan je aspekt cyberkulture koji ne odražava jedinstvenu jedinstvenu kulturu. Cyberkultura "nije monolitna ili 'cyberprostor' bez mjesta; umjesto toga, to su brojne nove tehnologije i mogućnosti koje koriste različiti ljudi na različitim lokacijama u stvarnom svijetu." Fleksibilna je, podložna kvarovima i može se oblikovati pod utjecajem vanjskih sila na njezine korisnike. Na primjer, zakoni fizičkih vlada diljem svijeta, društvene norme, arhitektura cyberprostora i tržišne sile oblikuju način na koji se cyberkulture oblikuju i razvijaju. Kao i kod fizičkih svjetskih kultura, cyberkulture su predmet identifikacije i proučavanja.
Postoji nekoliko karakteristika koje opravdavaju upotrebu prefiksa "cyber-" u cyberkulturi. Neki od tih atributa uključuju:
- Je li zajednica posredovana informacijsko komunikacijskim tehnologijama.
- Je li kultura "posredovana ekranima računala".[1]:63
- Uvelike se oslanja na pojam razmjene informacija i znanja.
- Ovisi o sposobnosti manipuliranja alatima do stupnja koji nije prisutan u drugim oblicima kulture (čak i u kulturi obrtnika, npr. u kulturi puhanja stakla).
- Omogućuje jako proširene slabe veze i kritiziran je zbog pretjeranog naglašavanja istih (vidi Kuglanje sam i druga djela).
- Umnožava broj očnih jabučica na danom problemu, iznad onoga što bi bilo moguće tradicionalnim sredstvima, s obzirom na fizička, geografska i vremenska ograničenja.
- Je li "kognitivna i društvena kultura, a ne geografska".[1]:61
- Je li "proizvod istomišljenika koji pronalaze zajedničko 'mjesto' za interakciju."[35]:58
- Inherentno je "krhkiji" od tradicionalnih oblika zajednice i kulture ( John C. Dvorak).

Dakle, zaključak je da se cyberkultura općenito može opisati kao ansambl tehnologija (kako materijalnih tako i intelektualnih), praksi, stavova, načina razmišljanja i vrijednosti koje su nastale u cyberprostoru.
S obzirom na izazove u definiranju granica cyberkulture, termin se koristi fleksibilno, a njegova primjena na određene okolnosti može biti predmet kontroverzi. Općenito se odnosi barem na kulture virtualnih zajednica, ali se također može proširiti na širok pojas raznih kulturnih pitanja koja su u vezi s " kibernetičkim temama", npr. kibernetiku i percipiranu ili predviđenu kiborgizaciju ljudskog tijela i samog ljudskog društva. Također može obuhvatiti povezane intelektualne i kulturne pokrete, kao što su teorija kiborga i cyberpunk. Pojam često uključuje implicitnu anticipaciju budućnosti.
Oxfordski rječnik engleskog jezika navodi najraniju upotrebu izraza "cyberculture" 1963. godine, kada je Alice Mary Hilton rekla sljedeće: "U eri cyberkulture, svi plugovi povlače se sami, a pečna piltina leti upravo na naše tanjure." Ovaj primjer, kao i svi ostali, do 1995. godine koriste se kao podrška definiciji cyberkulture kao "društvenih uvjeta do kojih dolazi automatizacijom i kompjuterizacijom". Rječnik američkog naslijeđa (eng. American Heritage Dictionary) proširuje značenje u kojem se "cyberkultura" koristi, definirajući je kao "Kultura koja proizlazi iz upotrebe računalnih mreža, kao za komunikaciju, zabavu, rad i poslovanje". Kiberkultura predstavlja opsežni društveni i kulturni pokret usko povezan s naprednom informacijskom znanošću i informacijskom tehnologijom, njihovim pojavljivanjem, razvojem i usponom do društvene i kulturne važnosti između 1960-ih i 1990-ih. Kibernetičku kulturu značajno su oblikovali rani korisnici interneta, često uključujući arhitekte izvornog projekta. Ti su pojedinci u svojim postupcima često bili vođeni hakerskom etikom. I dok se rana cyberkultura temeljila na malom kulturnom uzorku i njegovim idealima, moderna cyberkultura obuhvaća znatno raznolikiju skupinu korisnika i različite ideale koje zagovaraju.
Puno specifičnih koncepata kiberkulture iznijeli su autori kao što su Lev Manovich, Arturo Escobar i Fred Forest. Međutim, mnogi od koncepata koje su dali ti autori usredotočuju se samo na određene aspekte i ne pokrivaju ih u detalje. Neki autori nastoje postići sveobuhvatnije razumijevanje razlike između rane i suvremene kiberkulture (primjerice Jakub Macek) ili između kiberkulture kao kulturnog konteksta informacijske tehnologije i kiberkulture (točnije studija kiberkulture) kao "osobenog pristupa proučavanju 'kultura + tehnologija' strukture" (David Lister i dr.).

### Studije kiberkulture
Područje studija kiberkulture ispituje gore objašnjene teme, uključujući zajednice koje se pojavljuju unutar umreženih prostora koji se održavaju korištenjem moderne tehnologije. Studenti kiberkulture istražuju političke, filozofske, sociološke i psihološke aspekte koji proizlaze iz povezanih interakcija između ljudskih bića i osoba koje djeluju u različitim odnosima s informacijskom znanosti i tehnologijom.
Donna Haraway, Sadie Plant, Manuel De Landa, Bruce Sterling, Kevin Kelly, Wolfgang Schirmacher, Pierre Levy, David Gunkel, Victor J.Vitanza, Gregory Ulmer, Charles D. Laughlin i Jean Baudrillard među ključnim teoretičarima i kritičarima koji su proizveli relevantne radove koji se bave ili su utjecali na studije kiberkulture, spada i Rob Kitchin. U svom djelu "Cyberspace: The World in the Wires," Kitchin pristupa cyberkulturi iz različitih kritičkih perspektiva, koje uključuju futurizam ili tehno-utopizam, tehnološki determinizam, društveni konstrukcionizam, postmodernizam, poststrukturalizam i feminističku teoriju. 

## Daljnja literatura
- David Gunkel. 2001. Hacking Cyberspace. Westview Press. ISBN 0-8133-3669-4
- Clemens Apprich. 2017. Technotopia: Medijska genealogija internetskih kultura. Rowman & Littlefield International. London. ISBN 978-1786603142
- Sandrine Baranski. 2010. La musique en réseau, une musique de la complexité?. Éditions universitaires européennes. La musique en réseau
- David J. Bell, Brian D Loader, Nicholas Pleace, Douglas Schuler. 2004. Cyberculture: The Key Concepts. Routledge. London.
- Donna Haraway. 1991. Simians, Cyborgs and Women: The Reinvention of Nature. Routledge. New York.
- Donna Haraway. 1997. Modest Witness Second Millennium FemaleMan Meets OncoMouse. Routledge. New York.
- N. Katherine Hayles. 1999. How We Became Posthuman: Virtual Bodies in Cybernetics, Literature and Informatics. Chicago University Press. Chicago.
- Jarzombek, Mark. 2016. Digital Stockholm Syndrome in the Post-Ontological Age. University of Minnesota Press. Minneapolis.
- Sherry Turkle. 1997. Life on the Screen: Identity in the Age of the Internet. Simon & Schuster Inc. New York.